# Фрийкинг
Фрийкинг (от англ. Phreaking) е жаргон, създаден от думите phone (телефон) и freak (разг. маниак), който описва дейността на хора, които изучават и експериментират с възможностите на телекомуникационните системи. Човек, който се занимава с фрийкинг се нарича фрийкър (phreaker).
Основната дейност на фрийкърите се състои в манипулирането на телефонните системи с цел осъществяване на безплатни разговори. Това се постига чрез уреди наречени Boxes (кутии).
В днешни дни фрийкингът не е толкова популярен както през 70-те и 80-те на мин.век, след като старите телефонни мрежи са превърнати в дигитални. Днес той е тясно свързан с компютърното хакерство, но въпреки това тази субкултура все още има поддръжници.

## Технология
Различните „кутии“ имат различни функции, които обикновено са достъпни само за операторите и за системата. Повечето от тях са електронни устройства, които въздействат по електрически път на телефонната система, но има и акустични, като напр. „червената кутия“.
Въпреки че основните видове кутии са няколко на брой, съществуват над 100 такива, които изпълняват различни задачи. 
Някои от по-важните видове са:
- Синя кутия (Blue box) – Генерира тон с честота 2600Hz (по принцип използван само от вътрешната система), с който се осъществява безплатно международно обаждане.
- Черна кутия (Black box) – Устройство, което се прикачва към телефона. Служи за получаване на обаждания, които са безплатни за този, който звъни.
- Червена кутия (Red box) – Емулира звук на падаща монета, служи да „залъже“ телефона, че разговорът е платен.
- Бежова кутия (Beige box) – Устройство за подслушване на разговори.
- Алена кутия (Vermilion box) – Скрива номера на обаждащия се.
- Златна кутия (Gold box) – Поставена на 2 различни телефонни линии, тази кутия ще пренасочи идващите обаждания към едната от тях, независимо на коя е позвъняно. В случай на проследяване от телефонната компания, те ще засекат само чуждата линия.

Подробен списък с употребяваните кутии може да се намери тук Архив на оригинала от 2011-07-19 в Wayback Machine.